# جوناثان إم. وودورد
جوناثان إم. وودورد (بالإنجليزية: Jonathan M. Woodward)‏ هو ممثل أمريكي، ولد في 20 نوفمبر 1973 بموسكو في الولايات المتحدة.

## وصلات خارجية
- جوناثان إم. وودورد على موقع IMDb (الإنجليزية)
- جوناثان إم. وودورد على موقع ألو سيني (الفرنسية)
- جوناثان إم. وودورد على موقع أول موفي (الإنجليزية)
- جوناثان إم. وودورد على موقع قاعدة بيانات الفيلم (الإنجليزية)
- جوناثان إم. وودورد على موقع كينوبويسك (الروسية)